# Pintor de Safo

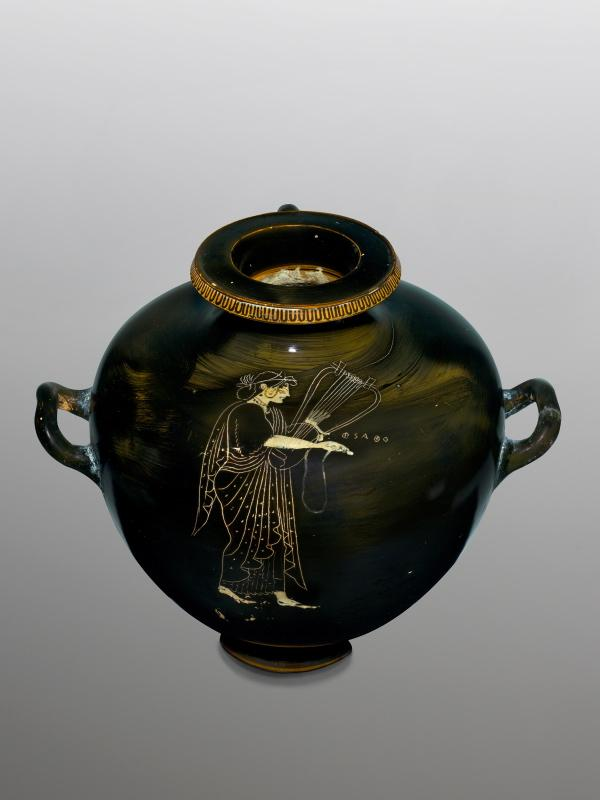
Calpis con la representación de Safo. Circa 510 a. C. Museo Nacional de Varsovia.

El Pintor de Safo fue un pintor de cerámica ática de figuras negras activo c. 510-490 a. C.
Su vaso epónimo es un calpis  que representa a la poetisa Safo, actualmente en posesión del Museo Nacional de Varsovia (Inv. 142333). La mano del pintor de Safo ha sido identificada en 95 vasos, el 70% de las cuales son lécitos. Su trabajo también se ha visto en las losas de las paredes de las tumbas y en los epínetros.
Casi la mitad de sus pinturas son con la técnica de fondo blanco. Aparentemente evitó la técnica de figuras rojas, pero a veces usó la técnica de Six, en la que las figuras se colocan sobre una superficie negra en blanco o rojo y se inciden los detalles para que el negro se vea a través.  Fue influenciado y posiblemente entrenado por el Pintor de Edimburgo.
Tres cuartas partes de sus vasos tienen la particularidad de llevar inscripciones. De estos, dos tercios son pseudo-inscripciones, formando palabras desconocidas o compuestas de letras falsas. Una de estas inscripciones, en un epínetro que se le atribuye, conservado en el Museo Arqueológico de Eleusis, fue interpretada por Annie Bélis como una partitura, lo que la convertiría en la notación musical más antigua de la antigua Grecia.